# Bliss (imagen)
Bliss («Felicidad»), originalmente titulado Bucolic Green Hills («Colinas verdes bucólicas»), es el fondo de pantalla predeterminado del sistema operativo Windows XP de Microsoft. Es una fotografía de unas colinas verdes y un cielo diurno con cirros. Charles O'Rear, exfotógrafo de National Geographic, tomó la fotografía en enero de 1996 cerca de la frontera entre los condados de Napa y Sonoma, California, después de que una plaga de filoxera obligara a talar los viñedos de la colina años antes. Utilizó la cámara Mamiya RZ67 y la película Velvia de Fujifilm para crear la fotografía; O'Rear comentó que no mejoró ni manipuló la fotografía.
Inicialmente una fotografía de stock disponible a través de su agencia fotográfica Westlight que fue adquirida por Corbis de Bill Gates en 1998, Microsoft obtuvo todos los derechos de la fotografía en 2000 y luego la utilizó para promocionar Windows XP. Bliss recibió una recepción positiva por parte de los críticos y Microsoft y los periodistas especulan que es la fotografía más vista de la historia. Microsoft ha reutilizado la fotografía en varias promociones desde el lanzamiento de Windows XP. Los fotógrafos han intentado recrear la icónica imagen, pero desde entonces la colina ondulada se ha convertido nuevamente en un viñedo.

## Descripción general

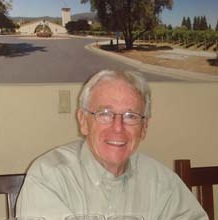
Charles O'Rear (en una foto de 2007) es el fotógrafo de Bliss.

La fotografía muestra una exuberante colina verde con cirros durante el día, con montañas en el fondo. Fue tomada por Charles O'Rear, un exfotógrafo de National Geographic y residente de St. Helena, California, en la región del Valle de Napa al norte de San Francisco, mientras se dirigía a visitar a su novia en enero de 1998. Conducía por la autopista Sonoma, intersección de la Ruta Estatal de California 121 con la 12, cuando notó la colina, que había sido despejada de viñedos después de una plaga de filoxera años antes.  O'Rear se detuvo en el sur del condado de Sonoma, cerca del límite entre los condados de Napa y Sonoma y se salió de la carretera.
O'Rear recordó que estaba atento a una oportunidad fotográfica el día que tomó la fotografía, considerando que una tormenta había pasado y las lluvias invernales habían dejado las colinas verdes.: 1:10  «¡Allí estaba! ¡Dios mío, el césped está perfecto! ¡Está verde! ¡Salió el sol; hay algunas nubes!», recordó haber pensado.: 1:24  Tomó cuatro instantáneas y regresó a su camioneta.: 2:10 
O'Rear utilizó una cámara de formato medio Mamiya RZ67 sobre un trípode y película en color Velvia de Fujifilm que saturó los colores verde y azul.: 2:29  Le dio crédito a la combinación y dijo que si hubiera filmado con película de 35 mm, no habría tenido un resultado idéntico.: 2:40  O'Rear recordó más tarde que anteriormente había intentado capturar las colinas del Valle de Napa con la película Kodachrome 64, pero no quedó satisfecho debido a los verdes no saturados. A pesar de que se cree ampliamente que la fotografía fue manipulada o creada con software como Adobe Photoshop, O'Rear dijo que no mejoró ni manipuló digitalmente la fotografía de ninguna manera.

## Historia

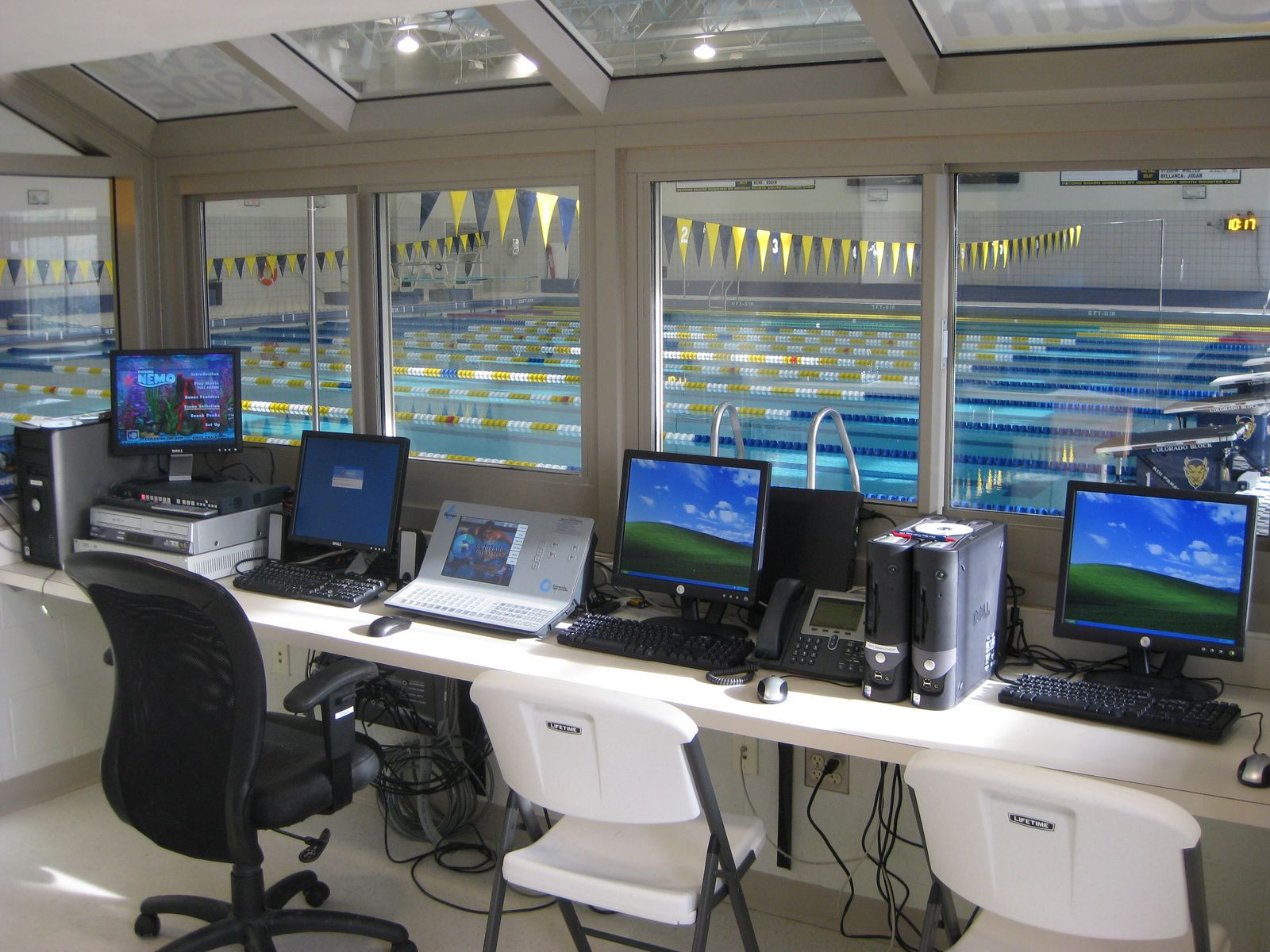
La sala de cronometraje acuático de la escuela secundaria Grosse Pointe South de Grosse Pointe (Míchigan), con las dos primeras computadoras desde la derecha usando la imagen Bliss como fondo de pantalla.

Después de crear la fotografía, O'Rear la puso a disposición como fotografía de stock a través de Westlight, una agencia fotográfica que cofundó. En mayo de 1998, Corbis, con sede en Seattle, compró Westlight y digitalizó sus imágenes más vendidas. En el momento de su adquisición, se estimaba que Westlight era una de las empresas de fotografías de archivo más grandes de los Estados Unidos. También presentó un disparo vertical, que estaba disponible al mismo tiempo. La fotografía originalmente se tituló Bucolic Green Hills.
En 2000, el equipo de desarrollo de Windows XP de Microsoft se puso en contacto con O'Rear a través de Corbis,: 3:50  que cree que utilizaron en lugar de su competidor más grande, Getty Images, también con sede en Seattle, porque la primera empresa era propiedad del cofundador de Microsoft, Bill Gates. «No tengo idea de qué estaban buscando», recordó. «¿Buscaban una imagen pacífica? ¿Buscaban una imagen sin tensión?».: 2:54  Dijo que no estaba seguro de cómo Microsoft encontró la fotografía. Microsoft eligió la imagen porque «ilustra las experiencias que Microsoft se esfuerza por proporcionar a los clientes (libertad, posibilidad, tranquilidad, calidez, etc.)» y las ideas de Windows XP. Otra imagen de O'Rear, conocida como Red Moon Desert en Windows XP, también se consideró como el fondo de pantalla predeterminado, pero se cambió debido a que los evaluadores la compararon con glúteos.
Microsoft dijo que no sólo querían licenciar la imagen para usarla como fondo de pantalla predeterminado de Windows XP, sino comprar todos los derechos sobre ella.: 3:37  Le ofrecieron a O'Rear lo que él dice es el segundo pago más grande jamás hecho a un fotógrafo por una sola imagen; sin embargo, firmó un acuerdo de confidencialidad y no puede revelar la cantidad exacta. Se ha informado que está «en las seis cifras más bajas». O'Rear necesitaba enviar a Microsoft la película original y firmar el papeleo; sin embargo, cuando los mensajeros y los servicios de entrega se dieron cuenta del valor del envío, se negaron porque era más alto de lo que cubría su seguro. En lugar de eso, Microsoft le compró a O'Rear un billete de avión y él mismo lo entregó en sus oficinas de Seattle.: 3:57  «No creo que los ingenieros ni nadie en Microsoft tuvieran idea de que tendría el éxito que tuvo», dijo.: 4:40  Después de que Microsoft compró los derechos de la fotografía, se la renombró Bliss y fue elegida como fondo de pantalla predeterminado del estilo visual Luna, la interfaz gráfica de usuario predeterminada de Windows XP. La imagen fue utilizada ampliamente por Microsoft para promocionar Windows XP y su campaña publicitaria de $200 millones.
Dado que los orígenes de Bliss no eran ampliamente conocidos después del lanzamiento de Windows XP, hubo mucha especulación sobre dónde estaba el panorama. Algunas conjeturas han incluido ubicaciones en Francia, Irlanda, Suiza, Nueva Zelanda, Alemania y el sureste de Washington. Los usuarios neerlandeses creyeron que la fotografía fue tomada en Irlanda, ya que la imagen se llamó «Irlanda» en la versión neerlandesa del software. O'Rear afirmó que Microsoft también le preguntó sobre la autenticidad de la fotografía varios años después del lanzamiento de Windows XP, y los desarrolladores dijeron que «la mayoría de nosotros creemos que fue retocada con Photoshop». O'Rear insiste en que, aparte de las pequeñas alteraciones que Corbis hizo a la versión digitalizada, no le hizo nada en el cuarto oscuro, contrastándola con Monolith de Ansel Adams:
 

Yo no «creé» esto. Simplemente estuve allí en el momento justo y lo documenté. Si eres Ansel Adams y tomas una foto específica de Half Dome y quieres que la luz tenga un efecto específico, la manipulas. Era famoso por entrar al cuarto oscuro y hacer burning and dodging. Bueno, esto no es nada de eso.

## Recepción
La fotografía fue recibida positivamente. David Clark, de la revista británica Amateur Photographer, comentó sobre las cualidades estéticas de Bliss: «Los críticos podrían argumentar que la imagen es insulsa y carece de interés, mientras que sus defensores dirían que su evocación de un día brillante y despejado en un hermoso paisaje es en sí misma el tema». Describió el paisaje como de rasgos surrealistas y especuló que Microsoft lo eligió por su atractivo y su paisaje. Escribiendo para Digital Camera World, Hannah Rooke dijo que Bliss se convirtió en una metáfora de paz, nostalgia y encanto natural. Wayne Freedman de ABC7 la llamó la versión contemporánea de la fotografía del Monolith de Adams. Al observar el cielo en la fotografía, la antropóloga cultural Katrien Pype se refirió a él como «casi perfecto».
En una revista, el profesor Marcin Kania de la Universidad Pedagógica de Cracovia se refirió a Bliss como «una de las fotografías de paisajes contemporáneos más reconocibles». Jacob Ridley de PC Gamer describió a Bliss como el «fondo de pantalla que define [todos] los fondos de pantalla de Windows», mientras que Adrienne Vogt de Bustle dijo que la fotografía se volvió omnipresente con Microsoft. Escribiendo para Sonoma Magazine, Meg McConahey agregó que surgió un culto en torno a la fotografía. Poco antes de que Microsoft retirara Windows XP en abril de 2014, las noticias sobre la fotografía Bliss aumentaron en popularidad.

## Legado
Debido al éxito de mercado de Windows XP durante la década siguiente, Microsoft y algunos periodistas especularon que podría ser la fotografía más vista de la historia.: 0:02  Cynthia Sweeney del Napa Valley Register estimó que la fotografía ha sido vista por miles de millones de personas, mientras que O'Rear estimó que Bliss ha sido vista en mil millones de computadoras en todo el mundo, basándose en el número de copias de Windows XP vendidas desde entonces. Respecto a la estimación de mil millones, dijo que es «una suposición fundamentada más que una estadística completa». Calum Russell, de Far Out, dijo que la afirmación de que Bliss es la fotografía más vista de la historia no se puede probar con exactitud.
Después del lanzamiento de Windows XP, Microsoft utilizó Bliss en varias promociones. En diciembre de 2001, se lanzó un protector de pantalla con Bliss, mientras que en julio de 2021, se agregó una versión modificada de la fotografía a Microsoft Teams como fondo. Escribieron que la versión modificada «desplazó las sombras, suavizó las nubes y agregó algunos dientes de león». Microsoft luego publicó una representación del fondo en resolución 4K en su sitio web de Microsoft Design en junio de 2023. En noviembre de 2023, Microsoft puso a disposición en Xbox Gear Shop un suéter navideño de edición limitada con Bliss. Las ventas del suéter fueron donadas a The Nature Conservancy para combatir el calentamiento global.
O'Rear admitió que a pesar de todas las otras fotografías que tomó para National Geographic, probablemente será más recordado por Bliss. «Cualquier persona a partir de los 15 años recordará esta fotografía por el resto de su vida», dijo en 2014.: 5:33  O'Rear enmarcó una fotografía de Bliss en su casa. Después del lanzamiento de Windows 7 en 2009, O'Rear dijo que, si se lo hubieran pedido, habría proporcionado más fotografías a Microsoft. Antes de que Microsoft retirara Windows XP en 2014, O'Rear fue entrevistado por ellos sobre la historia de la fotografía. En la entrevista, dijo que esperaba que Microsoft se hubiera puesto en contacto con él para pedirle una fotografía como fondo de pantalla de Windows 8.: 8:26  En una entrevista aparte para The Sydney Morning Herald, O'Rear dijo que lamentaba el acuerdo que negoció con Microsoft y que deseaba haber optado por un acuerdo de «una fracción de centavo por cada vez que se ve».

### Recreaciones

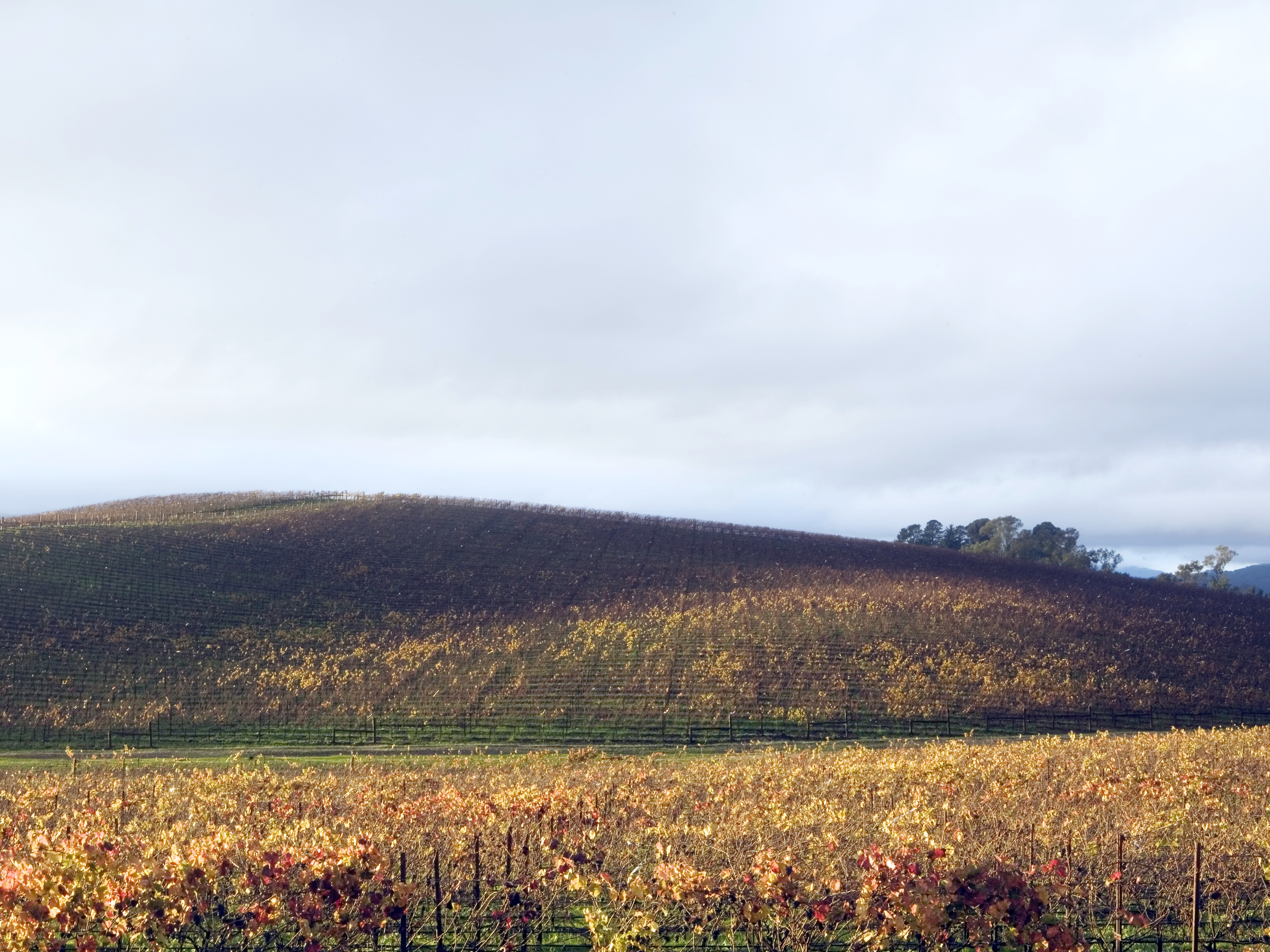
Recreación de Bliss realizada por Goldin+Senneby en noviembre de 2006, entonces cubierta por un viñedo.

Antes de que Microsoft comprara la fotografía en 2000, la colina había vuelto a su estado anterior como hogar de varios viñedos.  A pesar de ello, fotógrafos han intentado recrear Bliss. El dúo Goldin+Senneby visitó el sitio en el valle de Sonoma en noviembre de 2006, donde fue tomada Bliss, fotografiando nuevamente la misma vista ahora llena de vides. Su trabajo, titulado After Microsoft, fue creado cuando el tema Luna fue reemplazado por Aero en Windows Vista y también discutió la historia de la fotografía y su legado después de la eliminación gradual del tema predeterminado de Windows XP. El dúo dijo que se sintieron atraídos por la ubicación de Bliss porque era «un telón de fondo de nuestras vidas frente a la pantalla, como una especie de subconsciente colectivo». Su trabajo se exhibió en la galería La Vitrine en París en 2007. El historiador de arte Julian Myers-Szupinska dijo que con el regreso de los viñedos, la recreación de Bliss de Goldin+Senneby «pierde su brillo».